# Szklary (województwo opolskie)
Szklary (niem. Gläsendorf) – wieś w Polsce położona w województwie opolskim, w powiecie nyskim, w gminie Kamiennik.
Wieś typu łańcuchowego ciągnąca się między niewysokimi wzgórzami Wawrzyszowsko- Szklarskimi na obszarze Przedgórza Sudeckiego, wzdłuż rzeki Krynka, dopływ Oławy.
We wsi ma swoją siedzibę leśnictwo Szklary, które należy do nadleśnictwa Prudnik (obręb Szklary).
W latach 1975–1998 miejscowość położona była w województwie opolskim.

## Historia
W XIX w. wieś posiadała pieczęć gminną, na której wizerunku przedstawiono pług zwrócony w prawo, nad nim dwa ptaki w locie.

## Zabytki
Do wojewódzkiego rejestru zabytków wpisane są:
- kościół par. pw. św. Michała Archanioła, z l. 1752-1765
- młyn wodny, ob. dom nr 82, murowano-szachulcowy, z poł. XIX w.

## Szlaki turystyczne
- Nowina - Rozdroże pod Mlecznikiem - Raczyce - Henryków - Skalice - Skalickie Skałki - Skrzyżowanie nad Zuzanką - Bożnowice - Ostrężna - Miłocice - Gromnik - Jegłowa - Żeleźnik - Wawrzyszów - Grodków - Żarów - Starowice Dolne - Strzegów - Rogów - Samborowice - Szklary - Wilemowice leśniczówka - Biskupi Las - Dębowiec - Ziębice[10]

## Parafia
Kościół parafialny wzmiankowany w Liber fundationis z ok. 1305 r. Obecny zbudowany w latach 1752-66, wyposażony w latach 1777-86, późnobarokowy z licznymi zabytkami z XVIII w., do 1810 r. należał do biskupów wrocławskich. Częściowo zniszczony w 1945 r. Kościół filialny w Sarbach przejęty został po wojnie jako opuszczony, poprotestancki. Po umieszczeniu w nim przywiezionego ze Wschodu obrazu Matki Boskiej (malowanego na desce) został poświęcony z tytułem Narodzenia NMP. Parafia obejmuje: Szklary, Głowaczów, Jagielnica, Jagielno, Mokrzyce, Samborowice, Sarby, Sarby Górne, Wieliczna, Wieliszów.